# Deep Core 2000
Deep Core 2000 (Deep Core), noto anche come Deep Core - Al centro della Terra, è un film di fantascienza del 2000 diretto da Rodney McDonald.

## Trama
Il geologo Brian Goodman, dopo aver progettato l'USDM (un macchinario per perforare il mantello terrestre), teme per i disastri che potrebbe causare alla Terra e distrugge il prototipo. L'USDM viene però ricostruito e la Terra inizia ad essere sconvolta da terremoti. Il dottor Goodman consiglia allora di far esplodere delle testate nucleari sottoterra per bloccare il fenomeno geologico prima che sia troppo tardi. Dentro l'USDM, un equipaggio guidato da Goodman si cala nelle viscere della Terra per compiere l'impresa, ma alle sue spalle tramano gli interessi militari dei cinesi che hanno finanziato il progetto.